# وازگن آساطریان
وازگن آساطریان (ارمنی: Վազգեն Ժորժի Ասատրյան؛ زاده ۲۲ سپتامبر ۱۹۵۸) موسیقی‌دان، نوازنده اهل ارمنستان است. وی از سال میلادی تاکنون مشغول فعالیت بوده است.

## زندگی‌نامه
وی در ۲۲ سپتامبر ۱۹۵۸ در ایروان به دنیا آمد و از مدرسه موسیقی سایات‌نووا، مدرسه شماره ۵۵ آنتون جچوف، کالج دولتی موسیقی رومانوس ملیکیان و دانشگاه هنر نمایشی روسیه فارغ‌التحصیل گشت. وی همچنین برنده جوایزی همچون چهره فرهنگی شایسته جمهوری ارمنستان شد.